# Oncosclera atrata
Oncosclera atrata är en svampdjursart som först beskrevs av Bonetto och Ezcurra de Drago 1973.  Oncosclera atrata ingår i släktet Oncosclera och familjen Potamolepiidae.
Artens utbredningsområde är havet utanför Brasilien. Inga underarter finns listade i Catalogue of Life.